# Aisy-sous-Thil
Aisy-sous-Thil – miejscowość i gmina we Francji, w regionie Burgundia-Franche-Comté, w departamencie Côte-d’Or.
Według danych na rok 1990 gminę zamieszkiwało 229 osób, a gęstość zaludnienia wynosiła 28 osób/km² (wśród 2044 gmin Burgundii Aisy-sous-Thil plasuje się na 683. miejscu pod względem liczby ludności, natomiast pod względem powierzchni na miejscu 1036.).